# 486

## Nașteri
- dată necunoscută: Brendan  (d. 575)